# Juan Davis, Jr.
Juan Davis, Jr. (West Point, Misisipi, 8 de agosto de 1996) es un baloncestista estadounidense que actualmente se encuentra sin equipo. Con 2,03 metros de estatura, juega en la posición de alero. Es primo del también jugador profesional en la NBA John Henson.

## Trayectoria deportiva

### Universidad
Tras pasar dos años en el community college de East Mississippi, donde en su segunda temporada promedió 11,8 puntos y 6,1 rebotes por partido, jugó dos temporadas más ya en la División I de la NCAA con los Trojans de la Universidad de Troy, en las que promedió 6,5 puntos y 4,2 rebotes por partido.

### Profesional
Tras no ser elegido en el Draft de la NBA de 2018, en el mes de agosto firmó su primer contrato profesional con el BC Nokia de la Korisliiga, el primer nivel del baloncesto finlandés. Jugó una temporada en la que promedió 11,7 puntos y 7,9 rebotes por partido.
En septiembre de 2019 cambió de equipo per permaneció en la liga finesa, al fichar por el Kauhajoen Karhu. Hasta el parón de la liga por el coronavirus promedió 5,7 puntos y 4,3 rebotes por partido.
El 5 de diciembre de 2923 se reincorporó al KK Zadar de la ABA Liga, equipo con el que ya jugó la temporada anterior, tras pasar por el MZT Skopje macedonio y el Feyenoord holandés.